# Casino municipal de Biarritz
El Casino municipal de Biarritz es un edificio art déco construido en 1929 por el arquitecto Alfred Laulhé en Biarritz, Pirineos Atlánticos (Pyrénées-Atlantiques) en el Sur de Francia. El casino de la ciudad fue parcialmente renovado en 1990 y catalogado como monumento histórico en 1992. El edificio está situado en la playa principal en el centro de Biarritz. Contiene, además de salas de juego y salas de recepción, un teatro y una piscina.